# Fakó lemezestapló
A fakó lemezestapló (Lenzites betulina) az Agaricomycetes osztályának taplóalkatúak (Polyporales) rendjébe, ezen belül a likacsosgombafélék (Polyporaceae) családjába tartozó, világszerte elterjedt, elhalt fatörzseken növő taplógombafaj.

## Megjelenése
A fakó lemezestapló termőteste 2-10 cm széles, 0,5-2 cm vastag; félkör vagy legyező alakú, csoportosan előfordulva a szomszédos termőtestek összenőhetnek. Színe fehéresszürkén, sárgásbarnásan, szürkésbarnásan zónázott, az idősebb példányokon algáktól zöldes lehet. Felülete bársonyos, borostás, körkörösen, kissé barázdáltan sávos. Húsa szívós, ruganyos, fehéres színű. 
Alsó termőrétege lemezes, a lemezek a széle felé villásan elágaznak. Színe fehéres.
Spórapora fehér. Spórája hengeres, sima, mérete 5-6 x 2-3 µm. 

### Hasonló fajok
A pórusos termőrétegű lepketapló és borostás egyrétűtapló vagy a feketés lemezestapló hasonlíthat hozzá; utóbbi szürkülő, pereme fehéres, felülete dudoros, főleg síkságokon, ártereken él.

## Elterjedése és termőhelye
Az Antarktisz kivételével minden kontinensen megtalálható. Magyarországon gyakori.
Lombos fák elhalt törzsein él, azok faanyagát bontja, bennük fehérkorhadást okoz. Termőteste egész évben látható.

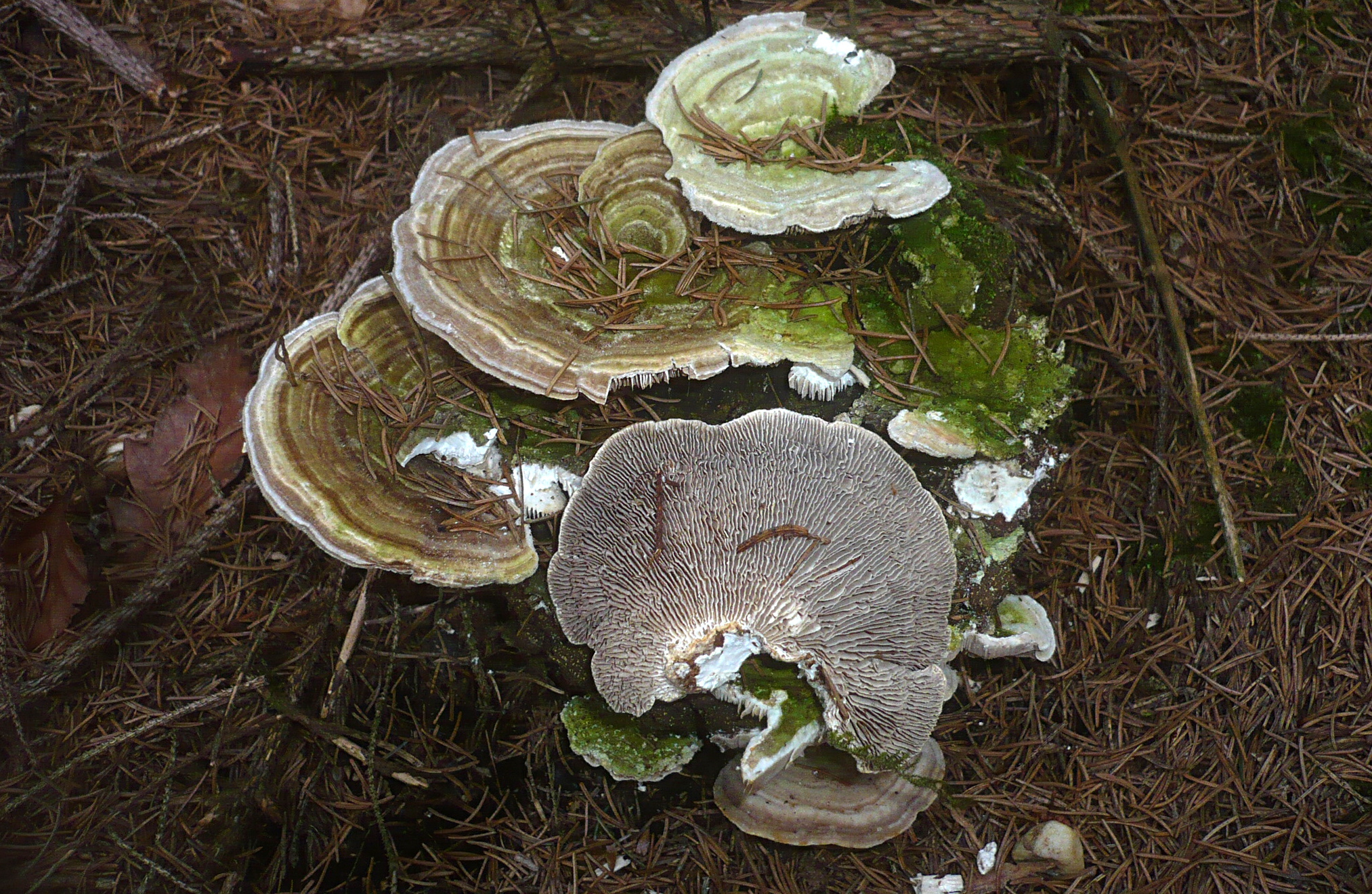
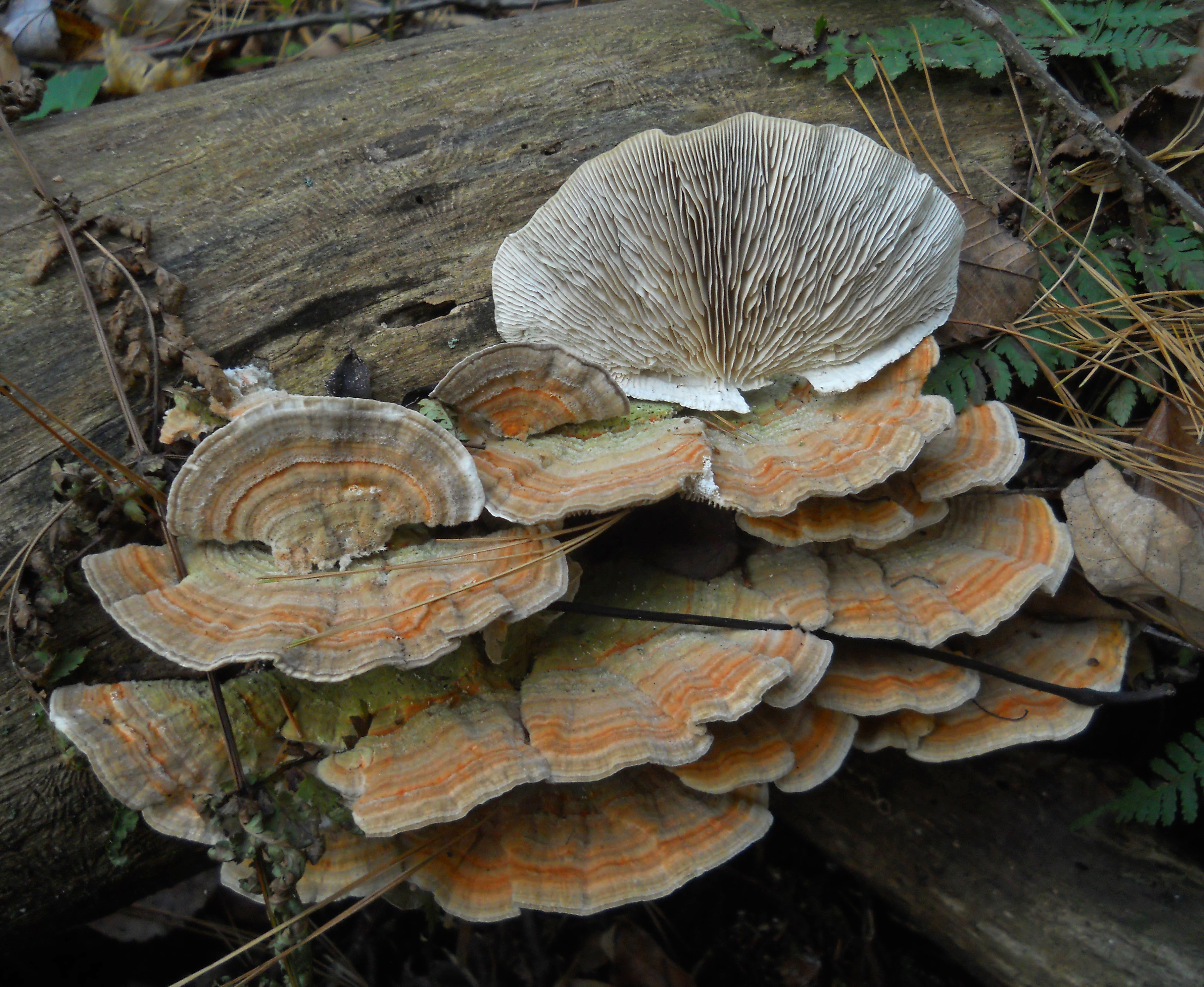
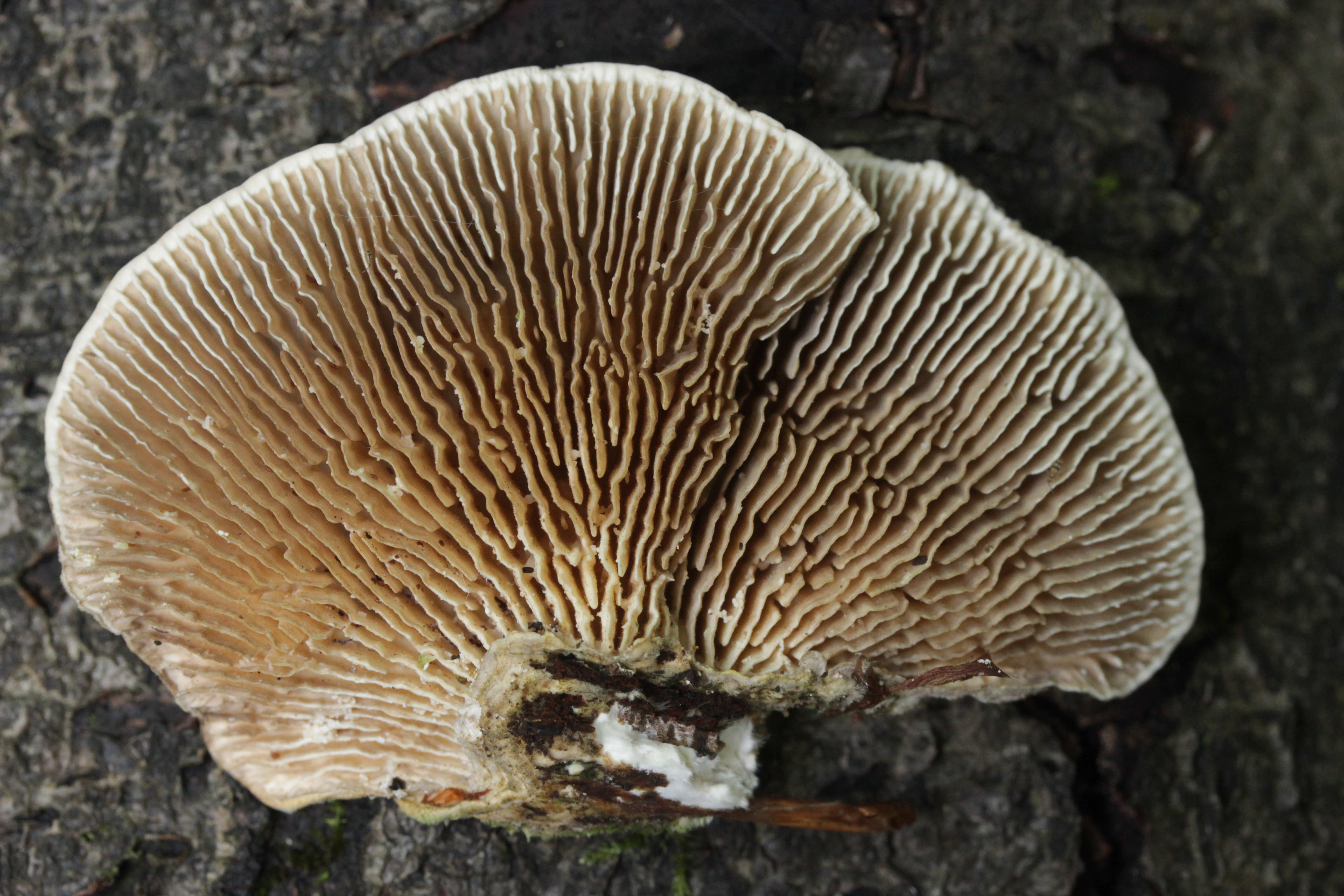
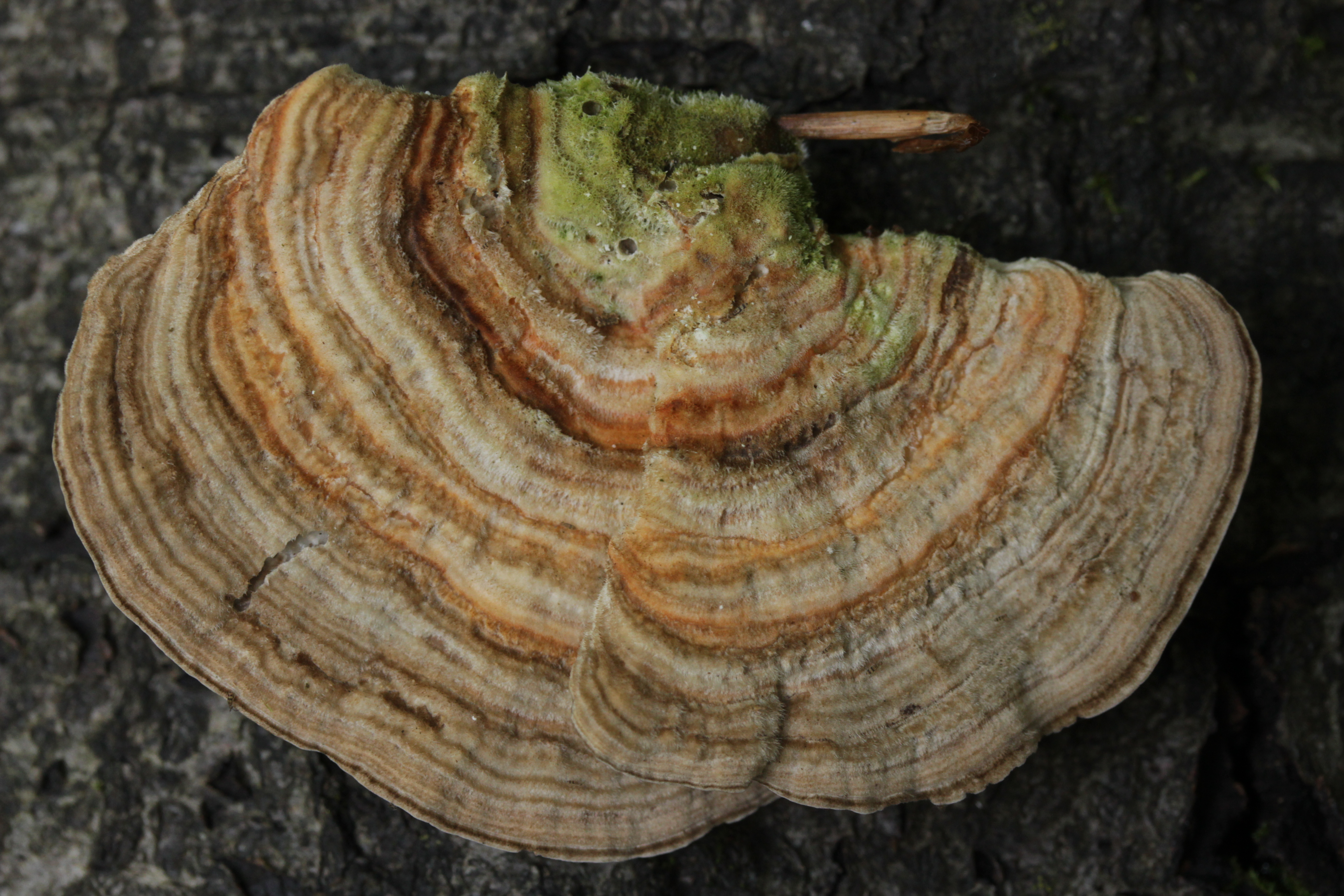
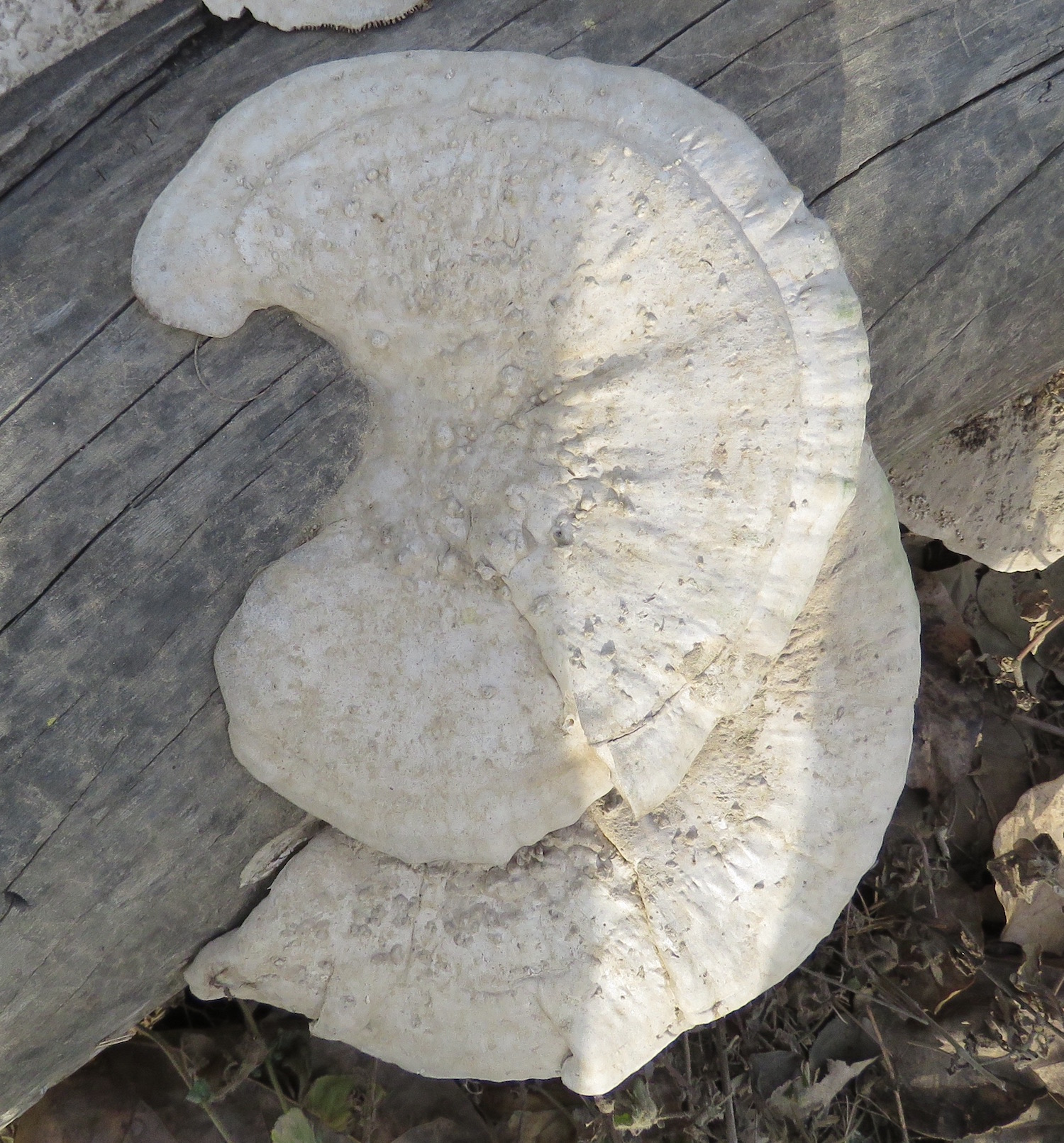

Nem ehető.